# Naruhito

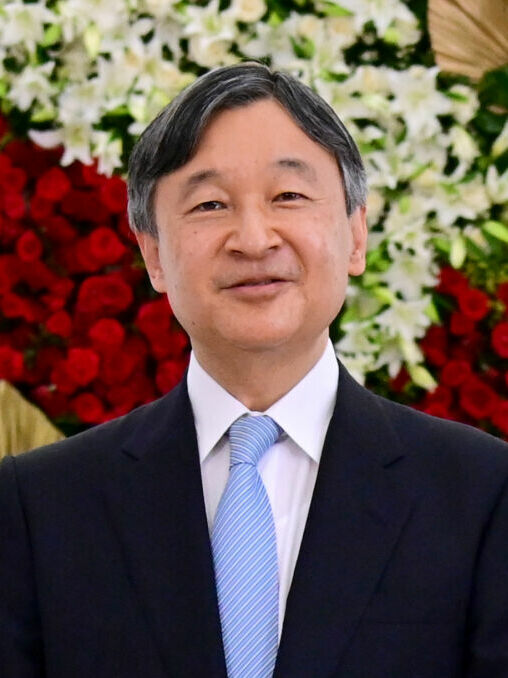
Kaiser Naruhito (2023)

Standarte des Kaisers

Kaiser Naruhito [naɺ̠ɯçito] (japanisch 徳仁; * 23. Februar 1960 in Tokio, Japan) ist der Kaiser von Japan (Tennō). Er bestieg am 1. Mai 2019 den Chrysanthementhron und wurde am 22. Oktober 2019 offiziell zum 126. Tennō ausgerufen. Naruhito ist der älteste Sohn seines Vorgängers Akihito und Michiko. Seine Regierungsdevise trägt den Namen Reiwa (令和, „schöne Harmonie“).

## Leben

### Kindheit und Ausbildung

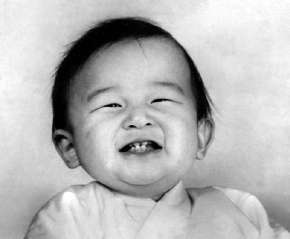
Naruhito im Februar 1961

Naruhito wurde am 23. Februar 1960 als erstes Kind des damaligen Kronprinzenpaares, Akihito und Michiko, im offiziellen „Krankenhaus des Kaiserlichen Hofamts“ (宮内庁病院 Kunai-chō Byōin) geboren. Seinen vollständigen Namen „Hiro-no-miya Naruhito“ (浩宮徳仁) wählte der damalige Kaiser Hirohito, zugleich Naruhitos Großvater, aus und verkündete den Namen sechs Tage nach der Geburt. Hierbei stammt der Kindheitstitel „Hiro-no-miya“ aus dem 32. Kapitel des konfuzianistischen Buchs Mitte und Maß von Zhu Xi und bedeutet (im übertragenen Sinn) etwa „weitreichender Himmel“ (浩々たる天 Kōkōtaru ten); der Eigenname „Naruhito“ weist denselben Ursprung auf und bedeutet etwa „Jemand der Klugheit, Klarheit, Weisheit und Verstehen durch himmlische Tugend erlangt“ (聡明聖知にして天徳に達する者 Sōmei seichi ni shite tentoku ni tassuru mono). Beide Namen enthalten dabei jeweils ein Schriftzeichen aus diesen Buchauszügen. Diese Prozedur der Namenswahl entsprach der kaiserlichen Tradition, die der Kronprinz später selbst brach, als er den Namen seiner 2001 geborenen Tochter Aiko selbst bestimmte.

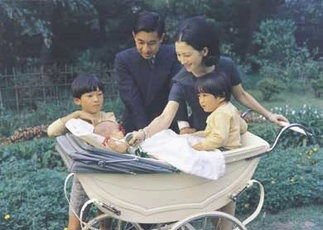
Naruhito (1. von links) mit seiner Familie im September 1969

Naruhitos Geburt und Kindheit erregten in Japan ein großes öffentliches Interesse, zumal es sich bei ihm um das erste Kind aus der kaiserlichen Linie handelt, das nach dem Ende des Zweiten Weltkriegs geboren wurde. Zwar wurden zuvor bereits die Prinzen Tomohito, Yoshihito und Norihito geboren, sie waren jedoch Söhne von Prinz Mikasa, einem jüngeren Bruder Kaiser Hirohitos, und deshalb weniger als Thronfolger favorisiert. Auch die Erziehungsmethoden von Naruhitos Eltern wurden von der Bevölkerung geschätzt, da sie erheblich von den bisherigen Traditionen abwichen. Vor allem die Tatsache, dass Kronprinzessin Michiko ihren Sohn bereits im Alter von sieben Monaten bei mehrwöchigen Auslandsreisen des Kronprinzenpaares zur Betreuung und Pflege abgab und somit ihren Aufgaben nachkam, wurde für viele japanische Familien zum Leitbild und ermutigte Frauen, neben der Kindererziehung auch arbeiten zu gehen. Ferner führten Akihito und Michiko die Erziehung fast vollständig selbst aus, jedoch erhielt Naruhito seit dem Alter von einem Jahr Privatunterricht durch den Lehrer Minoru Hamao (1925–2006), einem Urenkel Katō Hiroyukis und Bruder Stephen Fumio Hamaos.
Naruhito besuchte anfangend mit dem Kindergarten der Tradition entsprechend durchgehend Bildungseinrichtungen der Gakushūin-Universität und schloss dort sein Studium der Geschichte 1982 mit einem Bachelor ab. Anschließend trat er in die geisteswissenschaftliche Graduiertenschule der gleichen Universität ein und fing dort ein Doktoratsstudium der Humanities an. Von 1983 bis 1985 besuchte er im Rahmen eines Auslandsstudiums das Merton College der University of Oxford und schrieb dort die Abschlussarbeit The Thames as Highway: A Study of Navigation and Traffic on the Upper Thames in the Eighteenth Century, die sich mit der Geschichte der Schifffahrt auf der Themse beschäftigt. 1988 brach er sein Doktoratsstudium ab und graduierte als Master of Humanities (Geisteswissenschaften). Im Gegensatz zu seinem Vater und Großvater absolvierte er somit kein Studium der Biologie.

### Heirat und Leben als Kronprinz

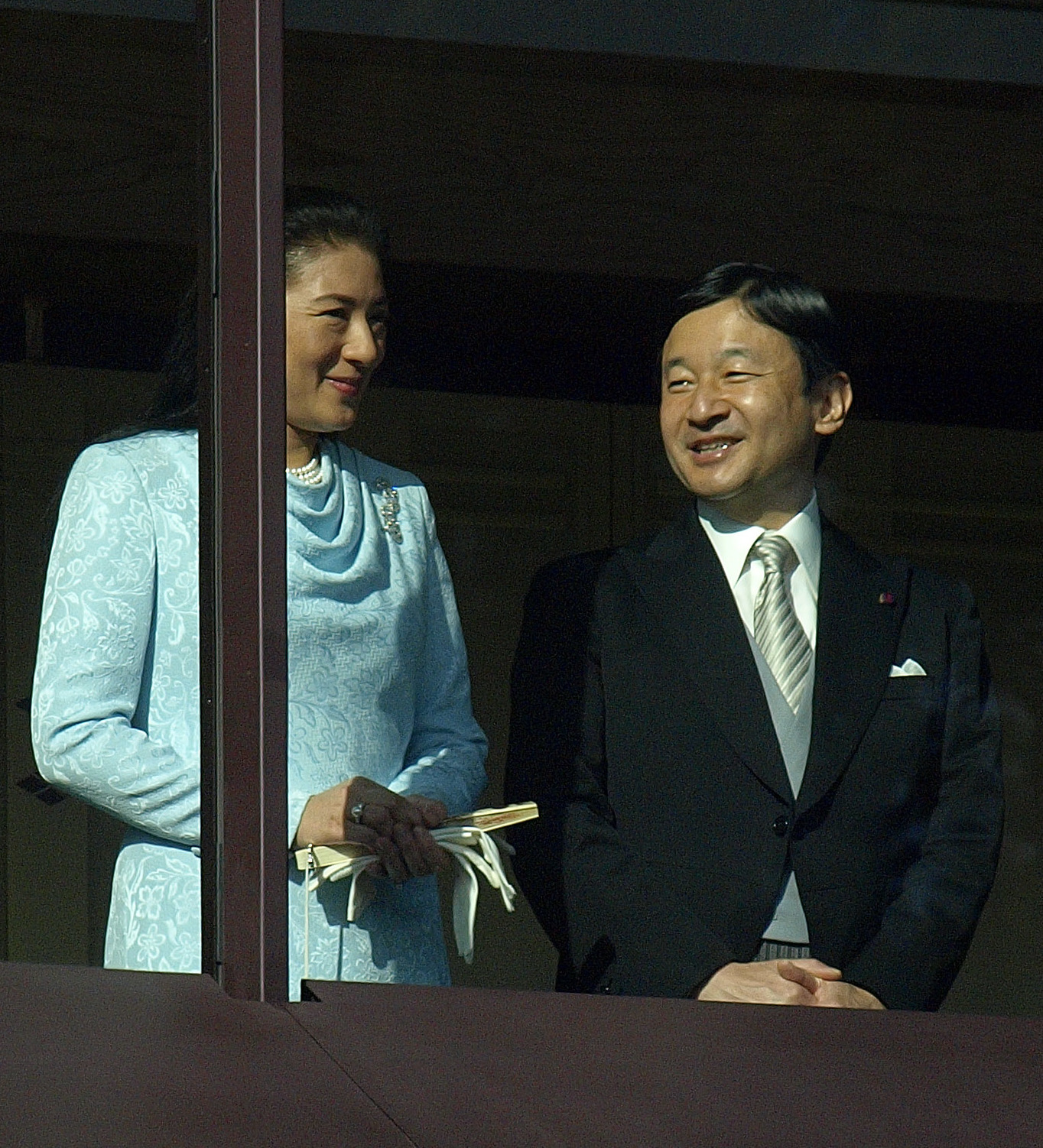
Naruhito und Masako im Januar 2011

Im Oktober 1986 traf Naruhito anlässlich eines Empfangs für die spanische Prinzessin Elena im Palast Akasaka erstmals die damalige Diplomatin Masako Owada, Tochter des Richters Hisashi Owada, und freundete sich mit ihr an. Im April 1987 luden Prinz Norihito, ein Onkel zweiten Grades Naruhitos, und dessen Gattin Prinzessin Hisako ihn und Masako zu einem Treffen in ihrem Anwesen ein, wodurch die Freundschaft vertieft wurde. Damit einhergehend wurde Masako kontinuierlich von der Presse verfolgt und unter Druck gesetzt, weshalb sie von 1988 bis 1990 für ein Auslandsstudium am Balliol College der University of Oxford ins Ausland ging. Nach dem Tod Kaiser Hirohitos im Januar 1989 folgte im Februar 1991 die offizielle Einsetzung Naruhitos als Kronprinz. Anfänglich lehnten Masakos Eltern und auch das Kaiserliche Hofamt die Beziehung ab. Dann folgten weitere Treffen und im Oktober 1992 schließlich stellte Naruhito den Heiratsantrag. Im Januar 1993 verkündete das Hofamt offiziell die Verlobung; die Hochzeit folgte am 9. Juni des Jahres und erregte ein großes öffentliches Interesse. Das Kronprinzenpaar zog anschließend in den Tōgū-Palast (東宮御所 Tōgū gosho) auf dem Gelände des Akasaka-Palasts.
Das Paar hat eine gemeinsame Tochter:
1. Aiko (敬宮愛子内親王 Toshi-no-miya Aiko Naishinnō; deutsch etwa „Prinzessin Aiko von Toshi“; * 1. Dezember 2001)

#### Ungesicherte Nachfolge des Kaisershauses
Nachdem aus der Ehe von Naruhitos Bruder Prinz Fumihito mit Prinzessin Kiko bereits zwei Töchter (Mako und Kako) hervorgegangen waren, wuchs der Druck auf den bisher kinderlosen Naruhito, da es gemäß dem Gesetz über den kaiserlichen Haushalt nur männlichen Mitgliedern des Kaiserhauses gestattet ist, den Chrysanthementhron zu besteigen. Am 1. Dezember 2001 wurde Prinzessin Aiko geboren. Die weiter ungesicherte Nachfolge des Kaisershauses führte zu einer öffentlichen Debatte darüber, das Gesetz über die Kaiserliche Familie zu ändern, um Frauen die Thronbesteigung zu ermöglichen. Im Januar 2005 berief der damalige Premierminister Jun’ichirō Koizumi eine Kommission von Richtern, Universitätsprofessoren und öffentlichen Angestellten ein, um mögliche Änderungen des Gesetzes zu sondieren und Gesetzesvorschläge auszuarbeiten. Diese Umstände führten bei Masako vermutlich zu einer Depression, wobei das Kaiserliche Hofamt diese als „Anpassungsstörungen“ umschrieb. Naruhito trat infolgedessen von 2004 bis etwa 2008 bei öffentlichen Anlässen stets alleine auf; seitdem wird er wieder vermehrt von Masako begleitet. Die Debatte über eine Änderung des Gesetzes war zuvor beendet worden, nachdem 2006 Prinz Fumihitos Sohn, Prinz Hisahito, zur Welt gekommen war.

### Thronbesteigung

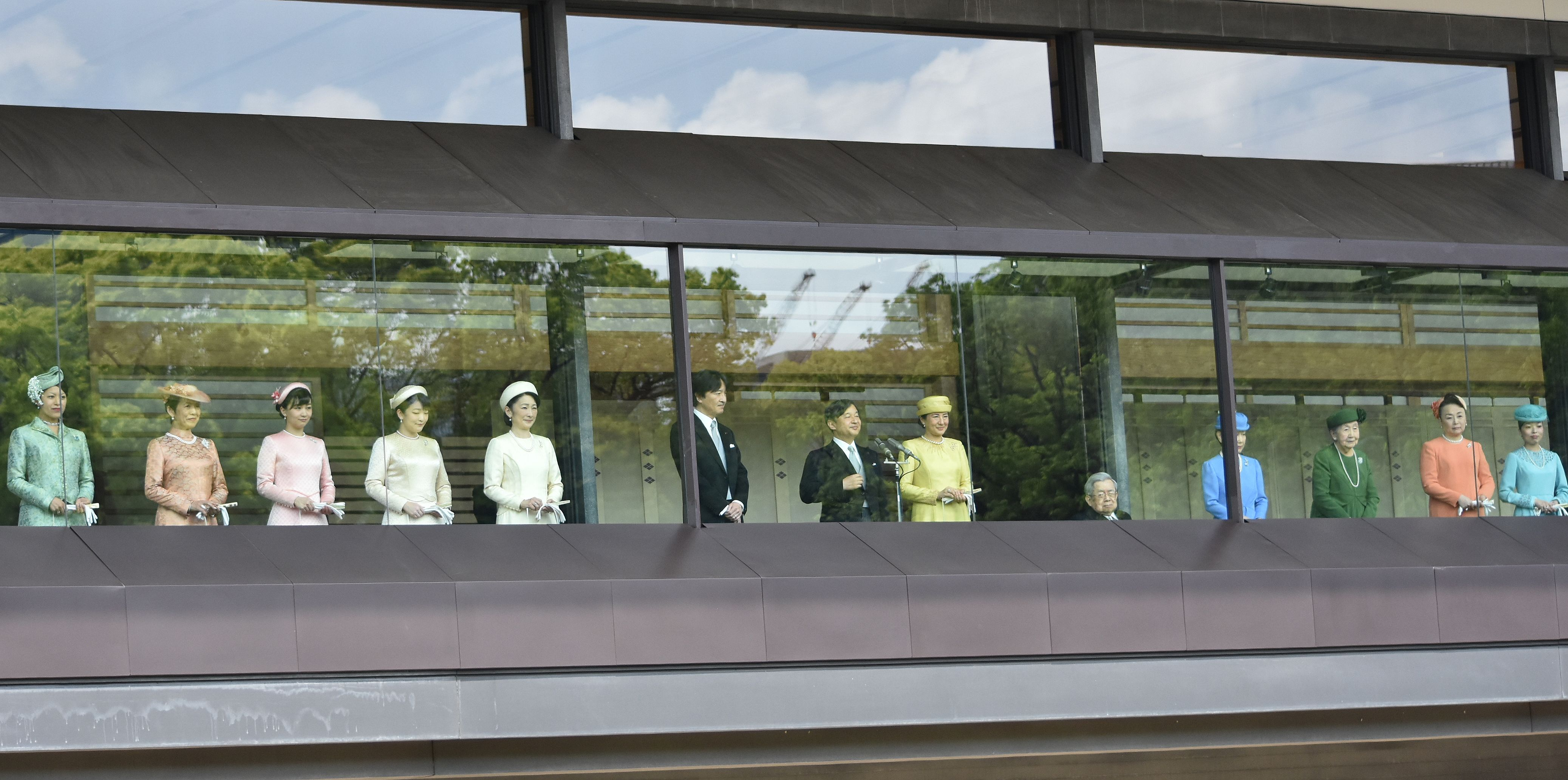
Mitglieder der kaiserlichen Familie kurz nach der Amtsübernahme Naruhitos am 4. Mai 2019

Nachdem Kaiser Akihito in einer Fernsehansprache andeutete, in naher Zukunft abdanken zu wollen, beschloss die japanische Regierung am 8. Dezember 2017 nach Konsultation des „Kaiserlichen Rats“ (皇室会議 Kōshitsu Kaigi, u. a. bestehend aus Premierminister Shinzō Abe, den Präsidenten der beiden Kammern des Parlaments Tadamori Ōshima und Chūichi Date sowie Naruhitos Onkel Prinz Masahito von Hitachi und dessen Gattin Prinzessin Hanako von Hitachi), dass Kaiser Akihito am 30. April 2019 abdanken und Naruhito am folgenden Tag den Chrysanthementhron besteigen wird. Am 1. April 2019 wurde bestimmt, dass seine Amtszeit den Namen Reiwa tragen wird. Infolge der Abdankung Akihitos übernahm Naruhito am 1. Mai 2019 offiziell das Amt des Kaisers. Parallel wurde damit die Heisei-Zeit von der Reiwa-Zeit abgelöst.
Die shintoistische Inthronisierungszeremonie (即位の礼, Sokui no Rei), bei der Naruhito aus religiöser Sicht zum Tennō ernannt wird, erfolgte am 22. Oktober 2019, die Shintō-Zeremonie des Daijō-sai erfolgte in der Nacht vom 14. auf den 15. November.

### Kaiser
Im September 2022 reiste das Kaiserpaar zum Staatsbegräbnis der Queen nach England. Während der Abwesenheit Naruhitos übernahm zum ersten Mal sein jüngerer Bruder Kronprinz Akishino die Staatsgeschäfte. Am 16. September gab es dazu einen Kabinettsbeschluss der japanischen Regierung.
Es war erst das zweite Mal, dass das japanische Kaiserpaar an einer Beerdigung einer königlichen Familie im Ausland teilnahm. 1993 besuchte die damalige Kaiserin Michiko die Beerdigung von König Baudouin in Belgien. Es ist nicht üblich, dass das Kaiserpaar an Beerdigungen teilnimmt, weder inner- noch außerhalb Japans.
Im Juni 2024 reiste das Kaiserpaar zum Staatsbesuch nach Großbritannien und wurde mit einer Militärzeremonie von König Charles III. und seiner Ehefrau Königin Camilla empfangen.

### Thronfolge
In der japanischen Primogenitur ist es nur männlichen Mitgliedern der Kaiserfamilie möglich, Tennō zu werden, das heißt, im Todesfall von Kaiser Naruhito wird sein jüngerer Bruder Kronprinz Akishino als neuer Kaiser von Japan eingesetzt. In der japanischen Thronfolge steht Kronprinz Akishino somit auf Rang eins für den Chrysanthementhron.

### Privates
- Naruhito interessiert sich besonders für den Gewässerschutz.
- Naruhito ist begeisterter Bratschist, nachdem er zuerst Violine gespielt hatte. Ferner gilt das Wandern als weiteres großes Hobby Naruhitos, über das er ein Essay verfasste, das u. a. von Wanderungen mit seinen Eltern berichtet. Auch für seine Aktivitäten im Tennis und Jogging ist er bekannt.
- Von Kind an ist Naruhito Fan der Baseballmannschaft Yomiuri Giants.

## Bildergalerie

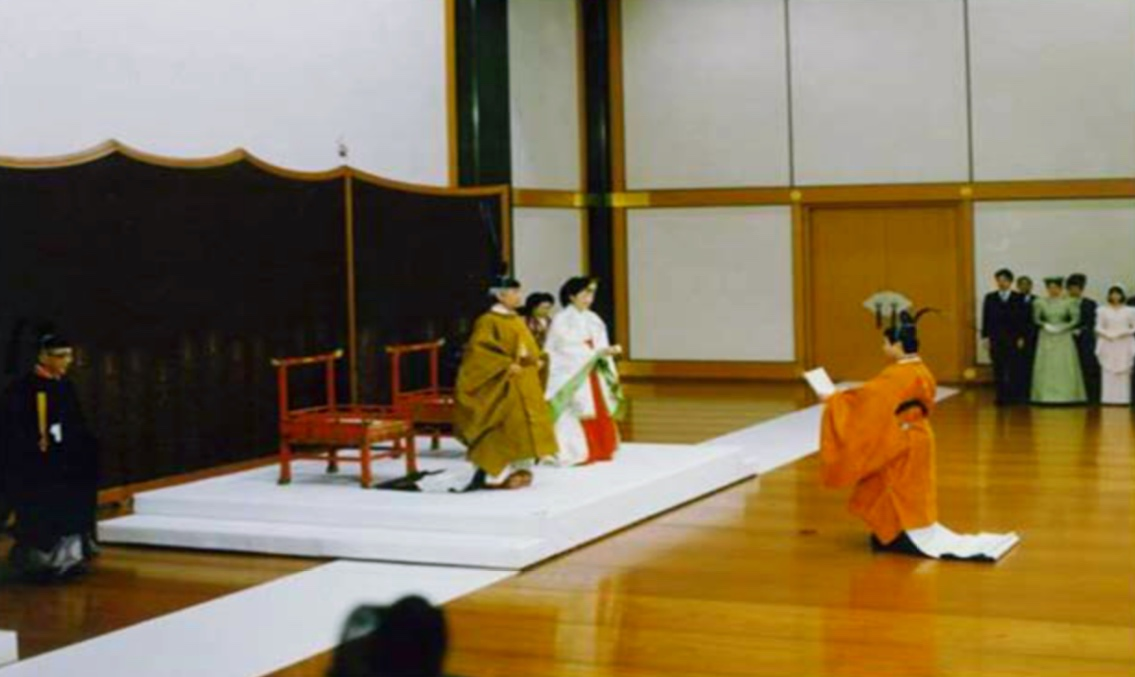
Einsetzung Naruhitos als Kronprinz (1991)
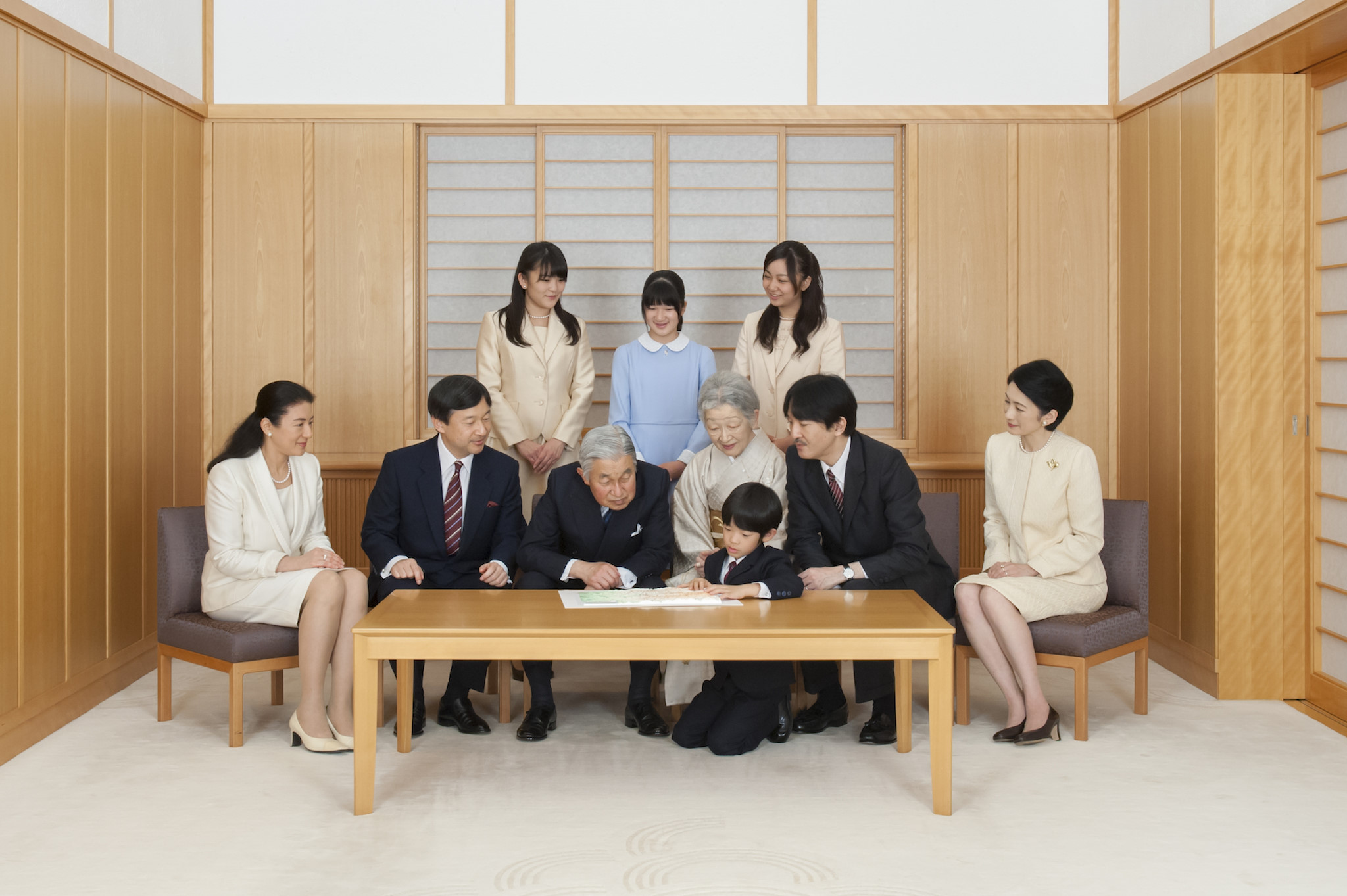
Die kaiserliche Familie 2013 (Naruhito 2. v. l.)
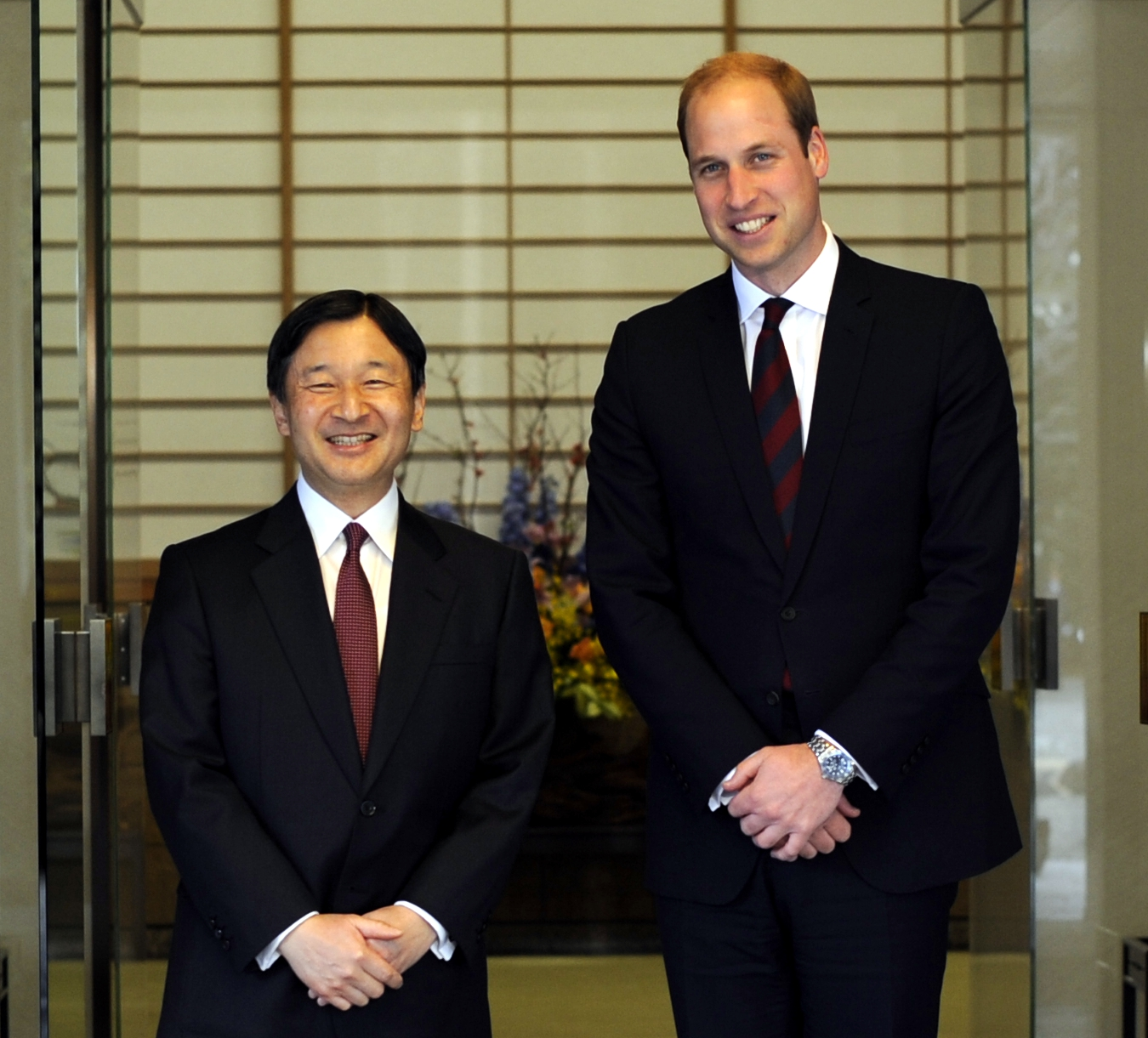
Empfang von Prinz William in der Residenz des Kronprinzen (2015)
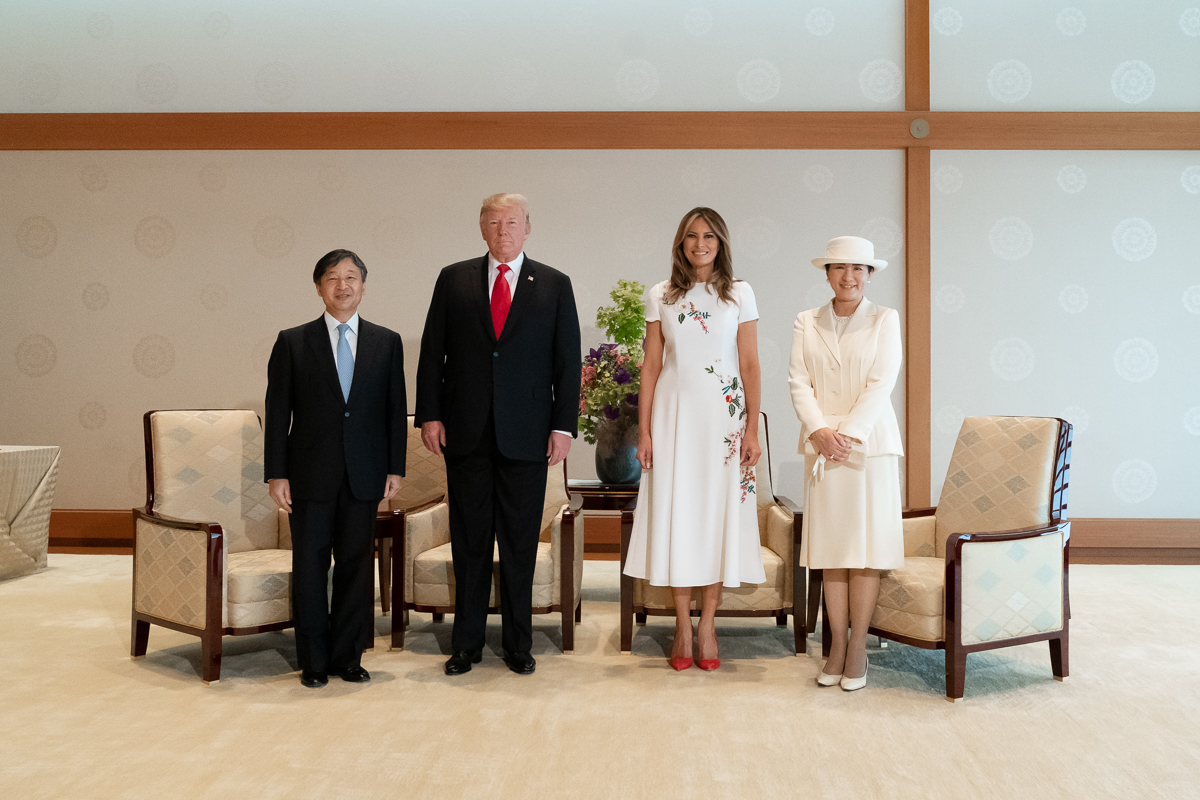
Empfang von US-Präsident Donald Trump und First Lady Melania Trump im Kaiserpalast (2019)
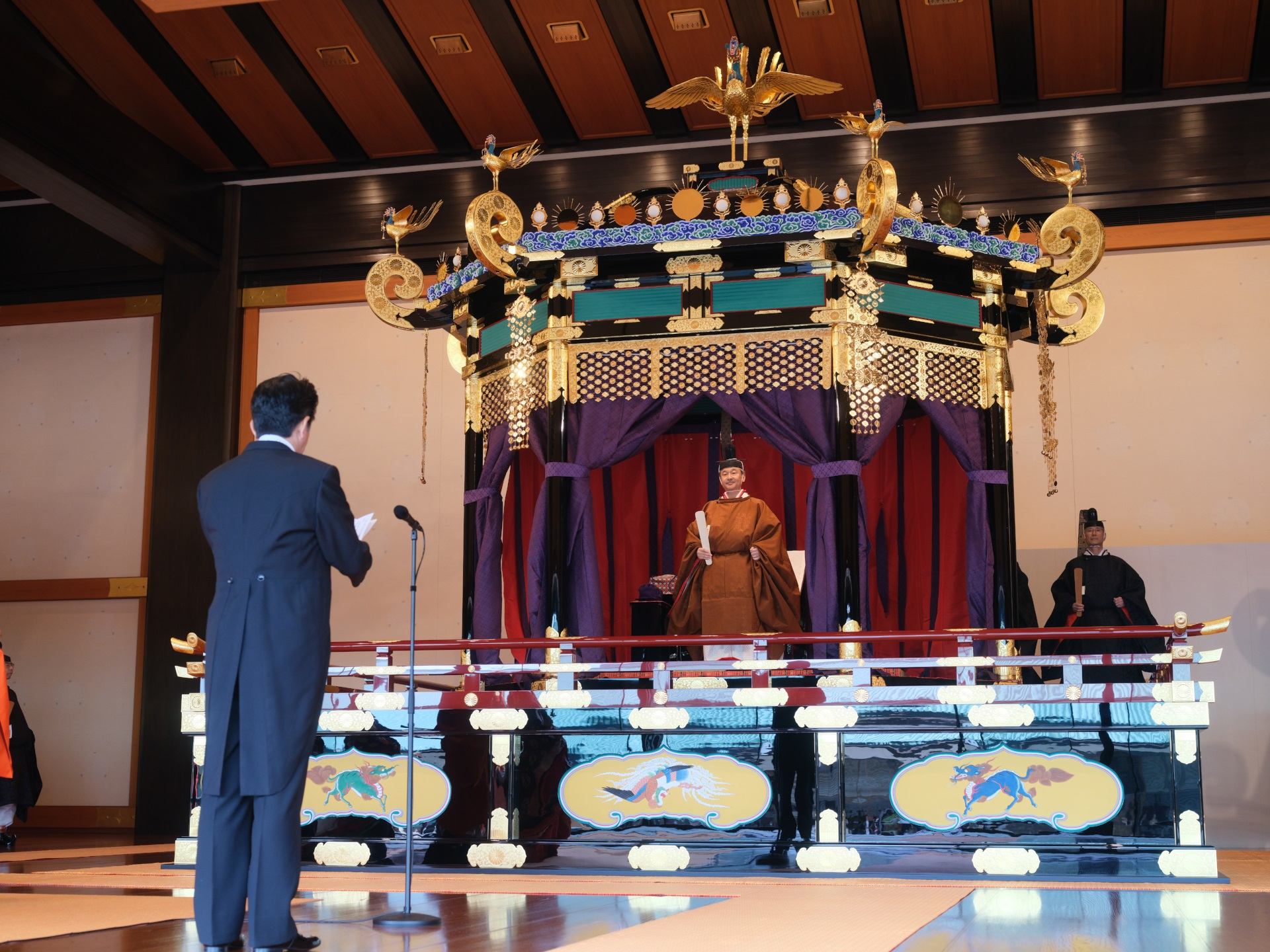
Premierminister Shinzō Abe (links) bei der Verlesung seiner Glückwünsche zu Naruhitos Inthronisierung am 22. Oktober 2019

## Auszeichnungen (Auswahl)

Königlicher Seraphinenorden

Orden Karls III.

| Großkreuz des Chrysanthemenordens                                                    |
| Großes Goldenes Ehrenzeichen am Bande für Verdienste um die Republik Österreich 1999 |
| Großkreuz des Leopoldsordens                                                         |
| Ritter des Elefanten-Ordens                                                          |
| Großkreuz des Erlöser-Ordens                                                         |
| Großkreuz des Verdienstordens der Republik Ungarn                                    |
| Großkreuz des Verdienstordens der Italienischen Republik                             |
| Großkreuz des Ordens des Verteidigers des Reichs (Malaysia)                          |
| Großkreuz des Ordens der Krone (Niederlande)                                         |
| Großkreuz des Sankt-Olav-Ordens                                                      |
| Großkreuz des Ordens von Sikatuna (Philippinen)                                      |
| Großkreuz des Christusordens                                                         |
| Großkreuz des Ordens Karls III.                                                      |
| Ritter des Königlichen Seraphinenordens                                              |
| Großkreuz des Ordens der Königskrone Tongas                                          |
| Mitglied 1. Klasse des Ordens von Zayed (Vereinigte Arabische Emirate)               |